# Ambagarh Chowki
Ambagarh Chowki è una suddivisione dell'India, classificata come nagar panchayat, di 8.494 abitanti, situata nel distretto di Rajnandgaon, nello stato federato del Chhattisgarh. In base al numero di abitanti la città rientra nella classe V (da 5.000 a 9.999 persone).

## Geografia fisica
La città è situata a 20° 46' 56 N e 80° 44' 28 E.

## Società

### Evoluzione demografica
Al censimento del 2001 la popolazione di Ambagarh Chowki assommava a 8.494 persone, delle quali 4.171 maschi e 4.323 femmine. I bambini di età inferiore o uguale ai sei anni assommavano a 1.035, dei quali 517 maschi e 518 femmine. Infine, coloro che erano in grado di saper almeno leggere e scrivere erano 6.695, dei quali 3.455 maschi e 3.240 femmine.